# 쿠이카

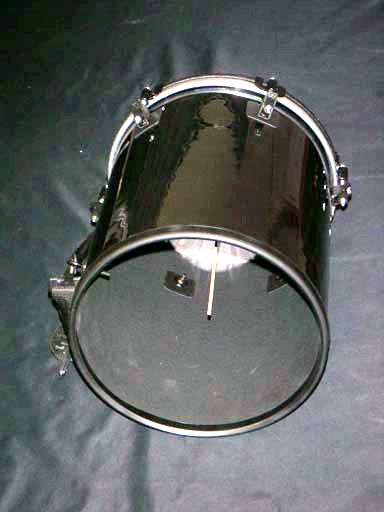
쿠이카의 외형

쿠이카(Cuíca)는 삼바 음악에서 많이 쓰이는 타악기이다. 원숭이 소리와 비슷한 높은 소리가 특징이다.
쿠이카는 모든 종류의 삼바에서 너무나도 중요한 역할을 차지하여, 쿠이카가 없을 시에는 직접 입으로 소리를 흉내내기도 한다.

## 연주
쿠이카의 몸통 안에 달려있는 대나무 막대기를 젖은 헝겊으로 비빈다.